# 성삼운수
성삼운수(城三運輸)는 서울특별시 성북구의 마을버스 업체이다.

## 연혁
- 1994년 1월 5일: 회사 설립

## 보유노선
- ● 성북 02번: 한성대학교 ↔ 한성대입구역 (구 성북마을 3-1번)
- ● 성북 03번: 삼선푸르지오아파트 ↔ 노인정 (구 성북마을 3번)

## 보유차량
전 차량이 CRRC 중국중차 그린웨이 720과 e-카운티, 하이거 하이퍼스 1609로 운행한다.